# Klenov (Vsetínské vrchy)
Klenov je hřbet nacházející se na severozápadě Vsetínských vrchů, asi 1 kilometr vně hranic CHKO Beskydy, jižně od vodní nádrže Bystřička, na území obce Bystřička (zasahuje též do území obcí Růžďka a Malá Bystřice). Nejvyšší bod hřbetu tvoří vrchol zvaný Zámčisko (678 m n. m.), na němž se nachází zřícenina hradu Klenov.
Vrchol kopce a úzký skalnatý pás severně a západně od vrcholu jsou od roku 1999 chráněny jako přírodní rezervace Klenov, tato rezervace má výměru 15,35 ha, ochranné pásmo 15 ha a zasahuje do nadmořské výšky 570 až 678 m.
Pod vrcholem Klenov v těsné blízkosti vodní nádrže Bystřička se nachází zchátralá budova hotelu Klenov. Hotel byl v roce 2001 uzavřen z důvodu poškozené jímky. V současné době jsou v budově propadlé stropy a je obývána bezdomovci.
Ke Klenovu se váže řada pověstí, některé z nich jsou zachyceny v kronice obce Bystřička. Další zaznamenal ve své knize O zbojníkoch a o pokladoch výtvarník a spisovatel Jan Kobzáň.